# Happy Xmas (War Is Over)
"Happy Christmas (War Is Over)" – piosenka Johna Lennona i jego żony Yoko Ono. Została nagrana pod koniec października 1971 roku w Record Plant Studios w Nowym Jorku, a za jej produkcję odpowiadał Phil Spector. W utworze dodatkowy, słyszany w tle wokal stanowiły dzieci z chóru Harlem Community Choir, które zostały uwzględnione w wiadomościach zawartych na okładce singla.
Mimo iż piosenka "Happy Christmas (War Is Over)" to protest song o wojnie w Wietnamie, stała się ona świątecznym klasykiem, uważanym niekiedy za kolędę. Utwór ukazał się na bardzo wielu świątecznych albumach, a w okresie Bożego Narodzenia jest nadawany przez stacje radiowe i telewizje muzyczne.

## Struktura i wydanie
Tekst piosenki oparty jest na kampanii prowadzonej przez Lennona i Ono w 1969 roku. W jej ramach wynajęli oni billboardy, a także plakaty w 11 miastach całego świata, na których widniał napis: "WAR IS OVER! (If You Want It) Happy Christmas from John and Yoko" ("WOJNA SKOŃCZONA! (Jeśli tego chcesz) Wesołych Świąt od Johna i Yoko"). Miasta, w których wynajęto billboardy oraz rozwieszono plakaty to m.in. Nowy Jork, Rzym, Tokio, Ateny, Amsterdam i Toronto. Z tychże billboardów pochodzi wers "War is over, if you want it, war is over, now!", słyszany w tle piosenki.
Melodia "Happy Christmas (War Is Over)" była porównywana do znanego folkowego utworu "Stewball".
"Happy Christmas (War Is Over)" rozpoczyna się życzeniami świątecznymi Lennona i Ono, skierowanymi do ich dzieci: Yoko mówi "Happy Christmas, Kyoko", a John "Happy Christmas, Julian".
Singel ukazał się w Stanach Zjednoczonych 6 grudnia 1971 roku, a w Wielkiej Brytanii 24 listopada 1972 roku. Po śmierci Lennona 8 grudnia 1980 roku, 20 grudnia tego samego roku w Wielkiej Brytanii ukazała się reedycja singla.

## Muzycy
Muzycy, którzy wzięli udział w oryginalnym nagraniu piosenki.
- Wokal: John Lennon, Yoko Ono i Harlem Community Choir
- Gitara i gitara basowa: Hugh McCracken, Chris Osborn, Teddy Irwin i Stuart Scharf
- Keyboard i dzwonki: Nicky Hopkins
- Perkusja: Jim Keltner

Na gitarze basowej miał początkowo grać Klaus Voormann, jednak jego plany uległy zmianie i nie mógł zjawić się na sesji nagraniowej. Jeden z czterech gitarzystów zagrał na gitarze basowej, jednak nie wiadomo który.

## Covery
Lista najsłynniejszych muzyków, którzy stworzyli własne covery piosenki.
- Tommy Körberg i Sissel Kyrkjebø
- The Alarm
- Jimmy Buffett
- Tomoyasu Hotei
- Céline Dion
- Melissa Etheridge
- The Crüxshadows
- Quo vadis
- The Corrs
- Rebecca St. James
- Delta Goodrem
- John Romano
- Shinedown
- Sarah McLachlan
- The Used
- The Fray
- Joey Tempest i Mic Michaeli
- The Moody Blues
- Tarja Turunen
- Angélique Kidjo
- Masayuki Suzuki, Skoop on Somebody i Matsuura Aya
- Brad Delp
- Acceptance
- Lifehouse
- Shock Treatment & Trance Airwave
- Tokyo Rose
- TrancesArc
- Maroon 5
- Drake Bell
- Jake Bugg
- Damien Rice